# Garderobe (ruimte)

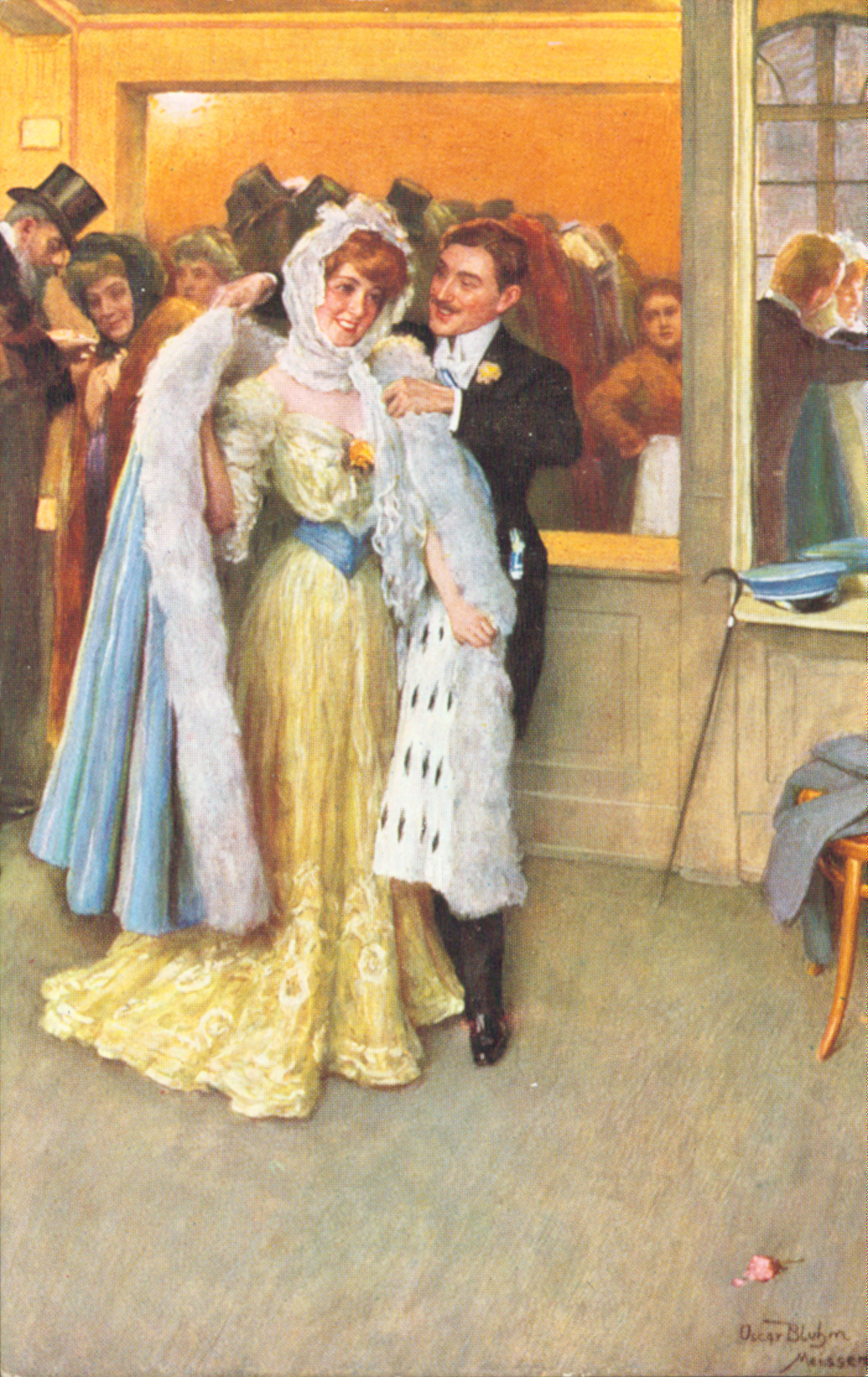
Oscar Bluhm: An der Garderobe, briefkaart uit ca. 1900

Een garderobe of vestiaire is een ruimte van een gebouw waar bezoekers van dat gebouw een jas, tas of andere kledingstukken tijdelijk kunnen afgeven. Het woord garderobe is afkomstig  uit het Frans en kan worden vertaald met "bewaren" en "japon" (= kleding).
Bij schouwburgen, concertzalen, musea en discotheken treft men garderobes aan. Vaak moet er betaald worden, soms zit dit echter bij de entreeprijs in. Men betaalt per stuk; men kan daarbij wel een sjaal in een mouw van een jas doen en het geheel zo als één laten tellen, maar als een jas in een tas wordt gedaan wordt dit soms als een onacceptabele truc beschouwd en dan toch als twee stuks gerekend. 
De reden om een jas af te geven kan zijn omdat men tijdens het bezoek geen jas nodig heeft. Het kan ook zijn dat de instelling het nodig vindt dat tassen en andere grote objecten worden afgegeven. Zo is men in musea bevreesd dat meegenomen tassen kunstwerken kunnen beschadigen.
Een station heeft soms een bemande bagagebewaring waar men net als bij een garderobe spullen kan laten bewaren. Het gaat dan vaak om koffers en tassen in plaats van jassen. Een alternatief voor een garderobe of bemande bagagebewaring vormen bagagekluisjes. Vaak zijn die echter niet zo hoog, waardoor men een jas moet opvouwen. Een garderobe of bemande bagagebewaring is verder flexibeler in de zin dat men ook een grote koffer of tas kan afgeven die niet in een kluisje past. Een station heeft dan ook soms kluisjes en ook een bemande bagagebewaring.
De term garderobe wordt ook wel gebruikt voor een kleerkast of voor een kleedkamer in een schouwburg.